# Чайка, Юрий Яковлевич
Ю́рий Я́ковлевич Ча́йка (род. 21 мая 1951, Николаевск-на-Амуре, Хабаровский край, РСФСР, СССР) — российский государственный и политический деятель, юрист. Полномочный представитель Президента Российской Федерации в Северо-Кавказском федеральном округе с 22 января 2020 года. Член Совета Безопасности Российской Федерации с 15 ноября 1999 года. Член Государственного Совета Российской Федерации с 21 декабря 2020 года.
Генеральный прокурор Российской Федерации с 23 июня 2006 по 22 января 2020. Министр юстиции Российской Федерации с 17 августа 1999 по 23 июня 2006.
Действительный государственный советник юстиции (2006). Действительный государственный советник Российской Федерации 1-го класса (2020). Полный кавалер ордена «За заслуги перед Отечеством».

## Биография
Родился 21 мая 1951 года в Николаевске-на-Амуре Хабаровского края. В 1976 году окончил Свердловский юридический институт по специальности «правоведение».

### Профессиональная деятельность
С 1976 года работал стажёром, затем следователем прокуратуры Усть-Удинского района Иркутской области, позднее — заместителем прокурора Тулунской межрайонной прокуратуры Иркутской области.
В 1979—1984 годы — транспортный прокурор, начальник следственного отдела Восточно-Сибирской транспортной прокуратуры.
В 1984—1986, 1988—1990 годы — на партийной работе в Иркутском областном комитете КПСС (инструктор отдела административных органов Иркутского областного комитета КПСС, начальник отдела областного комитета КПСС).
В 1986—1988 годы — первый заместитель прокурора Иркутской области — начальник следственного отдела. Принимал участие в расследовании дела серийного убийцы Василия Кулика.
В 1990—1992 годы — прокурор Восточно-Сибирской транспортной прокуратуры.
В 1992—1995 годы — прокурор Иркутской области.
В 1995—1999 годы — первый заместитель генерального прокурора Российской Федерации. Возглавлявший тогда ведомство институтский знакомый Юрий Скуратов предложил ему пост своего заместителя.
С апреля по август 1999 года — и. о. генерального прокурора Российской Федерации.
С августа 1999 года по июнь 2006 года — министр юстиции Российской Федерации.

### Генеральный прокурор РФ

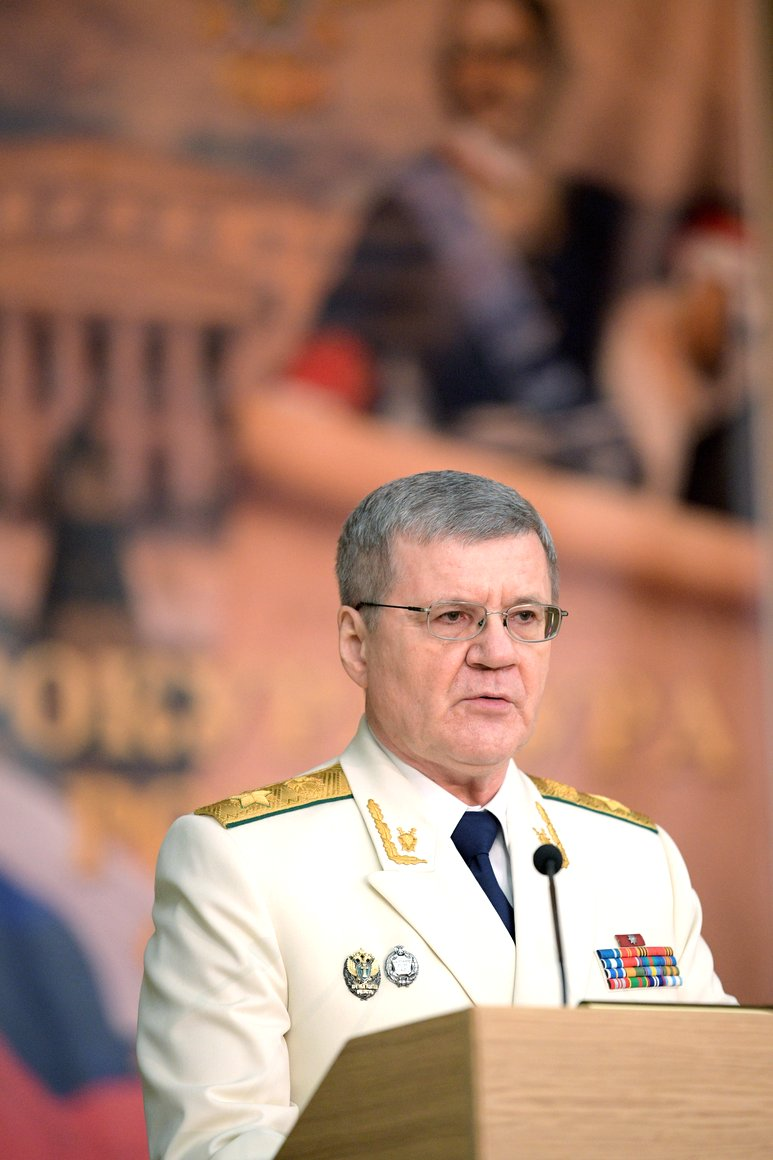
Юрий Чайка в должности генерального прокурора России, 11 января 2017 года

С 23 июня 2006 по 22 января 2020 года — генеральный прокурор Российской Федерации, переназначен на пять лет 22 июня 2011 года.
15 июня 2016 года Чайка был переназначен на пять лет. Срок полномочий Юрия Чайки истекал в 2021 году.
20 января 2020 года подал в отставку в связи с переходом на должность полномочного представителя Президента России в СКФО.
В тот же день Президент России Владимир Путин предложил кандидатуру зампреда СКР Игоря Краснова на пост генерального прокурора.

### Полпред Президента в СКФО
21 января 2020 года Президент России Владимир Путин предложил Юрию Чайке должность Полномочного представителя президента Российской Федерации в Северо-Кавказском федеральном округе. 22 января Совет Федерации отправил его в отставку с поста генерального прокурора. В тот же день Юрий Чайка был назначен полномочным представителем президента в Северо-Кавказском федеральном округе.
27 января 2020 года Чайка прибыл в Пятигорск, в качестве своих главных задач на новом посту он назвал борьбу с коррупцией и исполнение национальных проектов. Также Чайка анонсировал обновление программы экономического развития Северного Кавказа, новые подходы к привлечению инвесторов в регион, а также создание более комфортных условий для ведения бизнеса в округе.
По мнению заместителя руководителя Администрации Президента Владимира Островенко, Юрий Чайка многое сделал для обеспечения прав и свобод граждан, укрепления законности в обществе, внес весомый вклад в борьбу с преступностью и коррупцией.
17 мая 2021 года Президент России Владимир Путин продлил предельный срок пребывания на госслужбе Чайки, которому 21 мая исполнится 70 лет, до 2022 года.

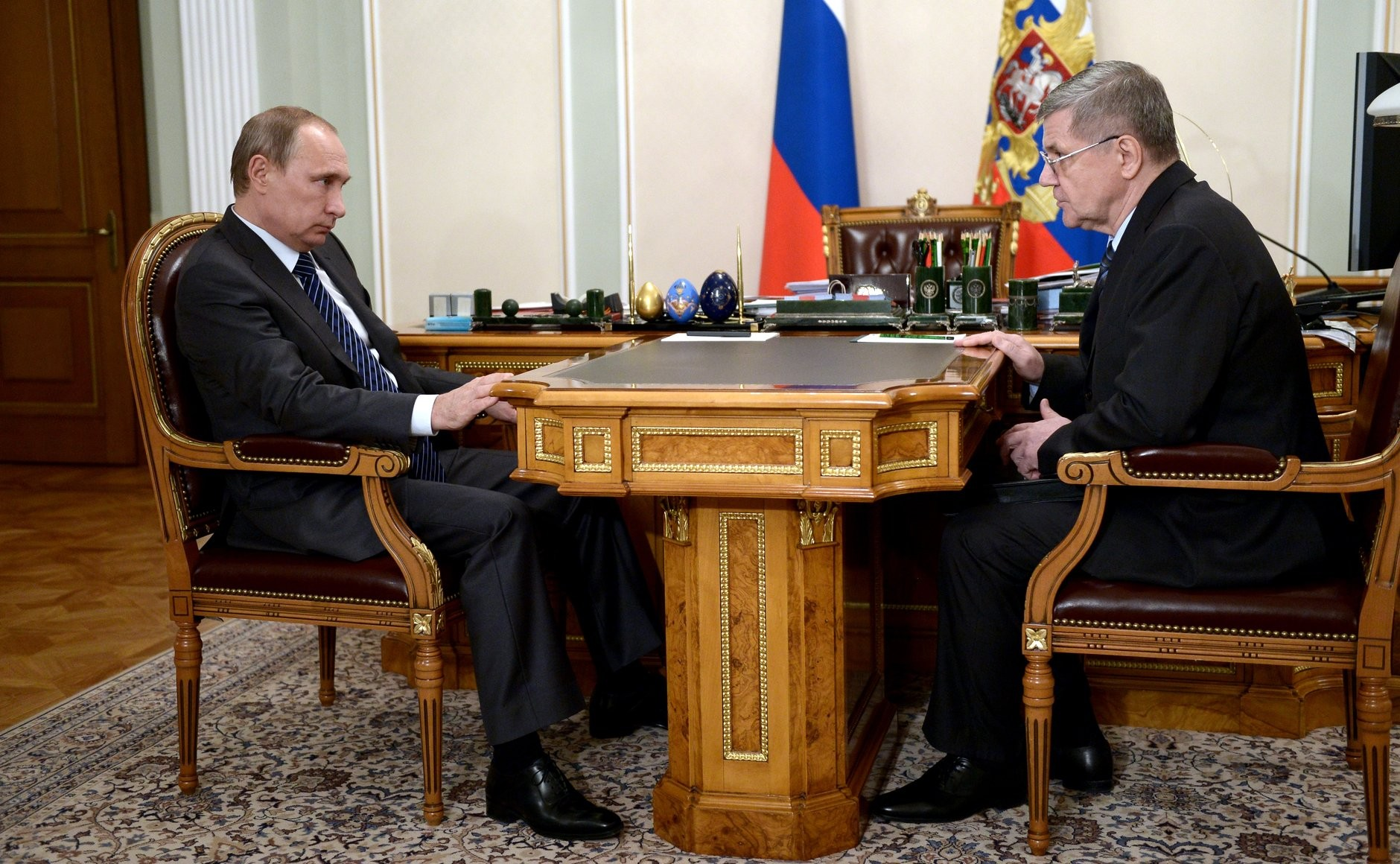
На встрече с Президентом России Владимиром Путиным, 11 августа 2015 года
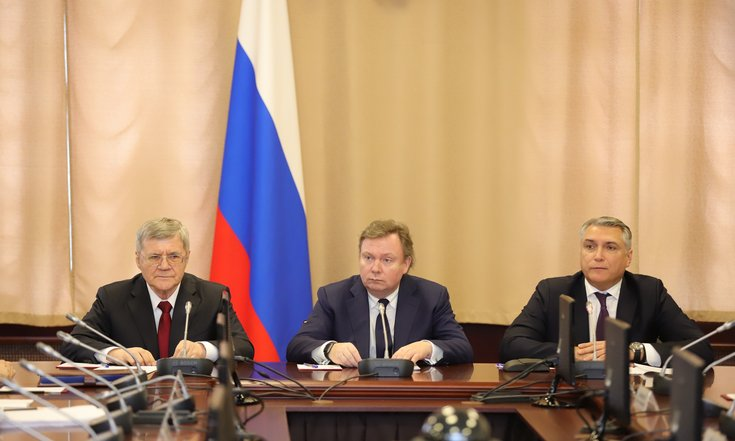
На представлении полпреда, Пятигорск, 27 января 2020 года
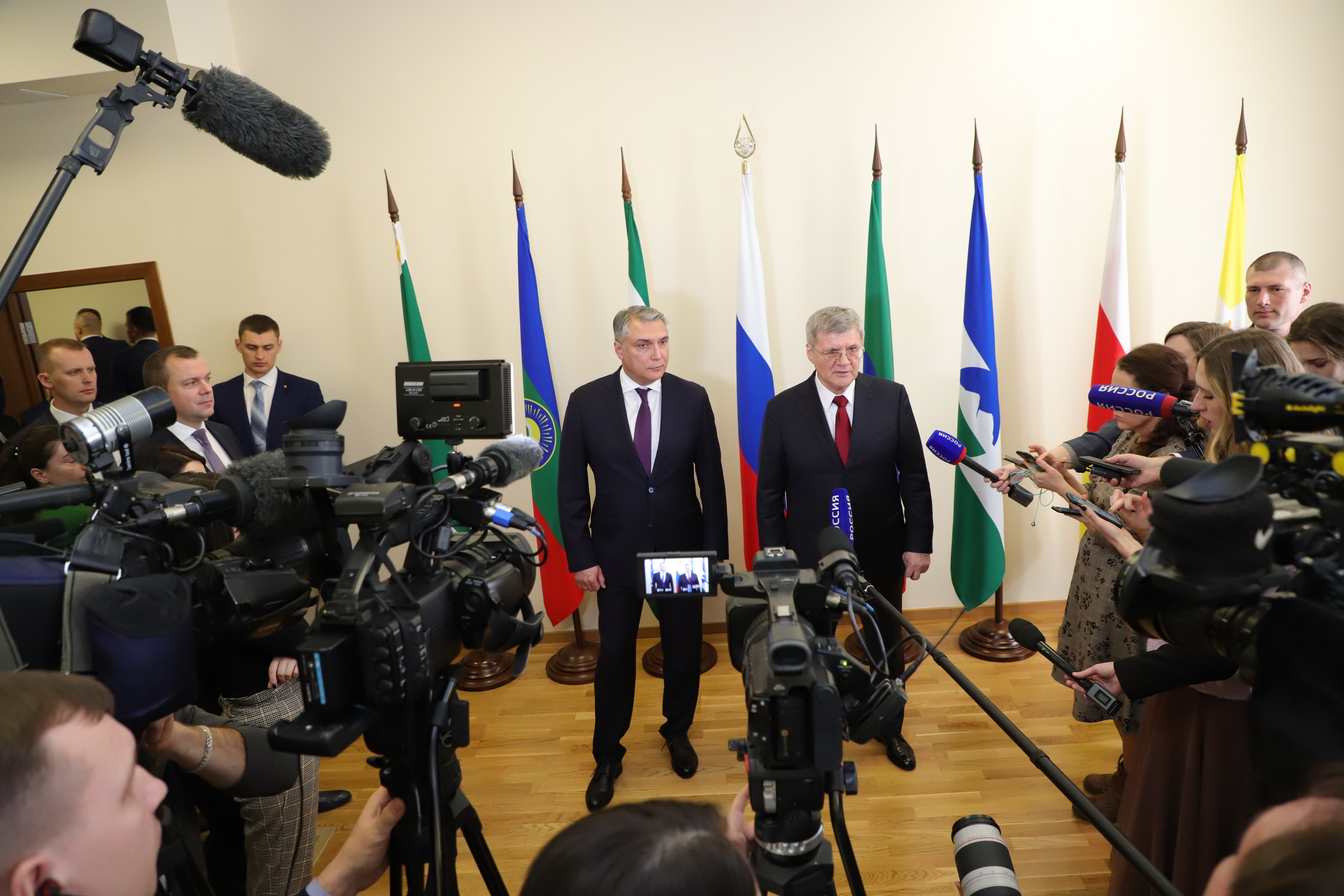
На встрече с заместителем командующего Сухопутными войсками России Александром Матовниковым, 2020 год

## Международные санкции
28 февраля 2022 года, на фоне вторжения России на Украину, внесён в санкционный список Канады лиц «которые несут наибольшую ответственность за неспровоцированное и неоправданное вторжение России в Украину».
15 марта 2022 года внесен в санкционный список Великобритании. 6 апреля 2022 года включён в санкционный список Соединенных Штатов Америки «против России за её злодеяния в Украине».
21 июля того же года Юрий Чайка попал под санкции всех стран Евросоюза за действия или политику, которые подрывают или угрожают территориальной целостности, суверенитету и независимости Украины, стабильности или безопасности в Украине.:

 Он принимает непосредственное участие в руководстве и реализации агрессивной внешней политики России...
На протяжении многих лет Юрий Чайка является одним из ближайших соратников Владимира Путина и послушным слугой правящего режима. Юрий Чайка и его семья извлекли личную выгоду из тесной связи с режимом Путина... На встрече с беженцами из так называемой ДНР в Пятигорске, 17 марта 2022 года, он оправдал российскую войну против Украины и заявил, что украинские власти совершили геноцид в Украине.
— «Официальный журнал Европейского союза», Брюссель, 21 июля 2022 года
По аналогичным основаниям находится в санкционных списках Швейцарии, Австралии, Украины, Японии и Новой Зеландии.

## Семья
Жена Чайка Елена Григорьевна (род. 1952) — педагог, сейчас на пенсии. Имеет двоих сыновей — Артёма и Игоря.

## Критика
С 2007 года, после образования Следственного комитета при прокуратуре Российской Федерации, Чайка ведет межведомственную борьбу с его руководителем — Александром Бастрыкиным.
1 декабря 2015 года Фонд борьбы с коррупцией Алексея Навального обнародовал фильм-расследование «Чайка», в котором авторы обвиняют в преступной деятельности сыновей Юрия Чайки и близких к нему людей. На представленные доказательства связей Юрия Чайки, его сына Артема Чайки и Игоря Чайки с организованной преступной группировкой во главе с Сергеем Цапком реакции со стороны правительства Российской Федерации не последовало. В поддержку Юрия Чайки президент Crocus Group Арас Агаларов опубликовал в газете «Коммерсантъ» статью на правах рекламы, где заявлял о недостоверности ряда представленных фактов и в конце процитировал министра Третьего рейха Йозефа Геббельса («ложь, повторенная тысячу раз, становится правдой»).
На прямой вопрос журналиста о данном расследовании председатель правительства Дмитрий Медведев ответил, что «обвинение может предъявить в нашей стране только правоохранительная система», что данная публикация преследует рекламные цели и является частью политической борьбы.
Сам Генеральный прокурор назвал фильм заказным, а представленные обвинения — лживыми. 4 декабря 2015 года юрист ФБК Иван Жданов сообщил на своей странице в Фейсбуке, что Фонд борьбы с коррупцией подал в Пресненский районный суд Москвы иск к генеральному прокурору России Юрию Чайке в защиту чести, достоинства и деловой репутации авторов расследования, касающегося деятельности сына генпрокурора Артёма Чайки. 14 декабря Пресненский суд отказался принять иск к Генпрокурору Чайке от ФБК. 29 декабря 2015 года Фонд борьбы с коррупцией оппозиционера Алексея Навального подал в четыре суда Москвы семь исков к генпрокурору Юрию Чайке и СМИ о защите чести, достоинства и деловой репутации.
15 июня 2016 года, выступая в Совете Федерации перед своим переназначением, Чайка в ответ на вопрос сенатора заявил следующее: «Нам удалось очень далеко продвинуться. Мы знаем и заказчиков, знаем, какие деньги платились, куда платились».

## Награды
Государственные:
- 18 мая 2021 — Орден «За заслуги перед Отечеством» I степени — за большой вклад в обеспечение деятельности Президента Российской Федерации и многолетнюю добросовестную работу[45]
- Орден «За заслуги перед Отечеством» II степени[46]
- 11 января 2011 — Орден «За заслуги перед Отечеством» III степени — за большие заслуги перед государством в укреплении законности и правопорядка[47]
- 21 мая 2006 — Орден «За заслуги перед Отечеством» IV степени — за заслуги перед государством в укреплении законности и правопорядка[48]
- Орден Александра Невского[49]
- 19 мая 2001 — Орден Почёта — за большой вклад в укрепление законности и многолетнюю добросовестную работу[50]
- 29 июня 2013 — Орден Почёта (Армения) — за значительный вклад в армяно-российское сотрудничество в сфере юстиции[51]
- 9 марта 2016 — Орден Дружбы (Армения) — за значительный вклад в углубление сотрудничества между правоохранительными органами Республики Армения и Российской Федерации, укрепление и развитие армяно-российских дружественных связей[52]
- 2019 — Медаль «100-летие Прокуратуры Азербайджана (1918-2018)» (Азербайджан)[53]
- 17 февраля 2011 — Орден Почёта (Южная Осетия) — за большие заслуги в укрепление мира на Кавказе и в организации расследования преступлений против народа Южной Осетии, совершенных грузинскими агрессорами в августе 2008 года, а также за значимый вклад в развитие правоохранительной системы Республики Южная Осетия[54]
- 2017 — Орден Дружбы (Южная Осетия)[55]
- Медаль Жукова
- Юбилейная медаль «300 лет Российскому флоту»
- Медаль «В память 850-летия Москвы»
- Заслуженный юрист Российской Федерации
- 19 мая 2011 — Почётная грамота Президента Российской Федерации — за заслуги в укреплении законности, защите прав и законных интересов граждан[56]
- 15 мая 2006 — Почётная грамота правительства Российской Федерации — за большой личный вклад в дело укрепления законности и правопорядка и многолетнюю добросовестную службу[57]

Региональные:
- 15 марта 2022 — Медаль «Памяти Ахмат-Хаджи Кадырова, первого Президента Чеченской Республики» — за заслуги в деле защиты интересов Отечества, значительный вклад в обеспечение национальной безопасности Российской Федерации[58]

Ведомственные:
- 20 мая 2021 — Медаль Столыпина П. А. II степени — за многолетнюю плодотворную государственную деятельность
- 2011 — Медаль Столыпина П. А. I степени
- Медаль «За укрепление боевого содружества»
- Медаль «За боевое содружество»
- Медаль Анатолия Кони
- Медаль «В память 200-летия Минюста России»
- Медаль «В память 125-летия уголовно-исполнительной системы России»
- Медаль «За укрепление уголовно-исполнительной системы»
- Почётный работник прокуратуры Российской Федерации
- 13 октября 2017 — Юбилейная медаль «МПА СНГ. 25 лет» — за заслуги в деле развития и укрепления парламентаризма, за вклад в развитие и совершенствование правовых основ функционирования Содружества Независимых Государств, укрепление международных связей и межпарламентского сотрудничества[59]

Конфессиональные:
- 2011 — Орден святого благоверного князя Даниила Московского I степени[60]
- 2012 — Знак отличия Предстоятеля УПЦ[61]
- 2021 — Орден Славы и чести II степени — во внимание к помощи Русской Православной Церкви и в связи с 70-летием со дня рождения[62]

## Книги и статьи
- Конституция Российской Федерации: Стабильность и развитие общества / Авт. кол.: Ю. С. Осипов, Д. Н. Козак, В. Д. Зорькин и др.; Отв. ред. Б. Н. Топорнин; Российская академия наук. — М.: Юристъ, 2004. — 64 с. — (Res cottidiana). — ISBN 5-7975-0707-2

### Статьи
- Права человека — приоритет Конституции Российской Федерации // Российская юстиция. — 2003. — № 12. — С. 5—8.
- «Наша система стала более управляемой, оперативной, способной решать масштабные задачи» // Адвокат. — 2004. — № 1. — С. 28—33. (Доклад Ю. Чайки посвящённый предстоящим [2004 года] президентским выборам.)
- Темпы реформирования и развития системы российской юстиции следует сохранить и преумножить // Современное право. — 2004. — № 1. — С. 2—9.
- За единое правовое государство // Российская юстиция. — 2004. — № 2. — С. 2—7.
- На пути дальнейшего развития системы юстиции // Закон и право. — 2004. — № 2. — С. 3—8. (Итоги работы Минюста и направления деятельности на 2004 год.)
- Теребилов Владимир Иванович: [Некролог] // Российская юстиция. — 2004. — № 5. — С. 28.
- «Поправки в Кодекс об административных правонарушениях вносятся в рамках осуществления административной и судебной реформ» // Адвокат. — 2004. — № 7. — С. 51—52. (Журнальный вариант доклада на Правительстве РФ, посвященный одобрению правительством в июне 2004 года законопроекта о поправках к КоАП РФ.)
- Внесудебное приостановление деятельности предприятий надзорными органами отныне уйдет в прошлое // Закон и право. — 2004. — № 7. — С. 3—4.
- Объективная реальность европейской и мировой политики // Современное право. — 2004. — № 7. — С. 3—9.
- Министерство юстиции готовится внести изменения в Основы законодательства о нотариате // Адвокат. — 2005. — № 10. — С. 41—42.
- О ходе реформирования и основных направлениях деятельности органов юстиции // Адвокат. — 2005. — № 11. — С. 45—48.
- О мерах, принимаемых Министерством юстиции Российской Федерации, по обеспечению соответствия нормативной правовой базы субъектов Российской Федерации и муниципальных образований федеральному законодательству о местном самоуправлении / Ю. Я. Чайка; Материал подготовила Л. Григорьева // Адвокат. — 2006. — № 4. — С. 73—74.
- О развитии органов прокуратуры / Ю. Я. Чайка; Материал подготовила Л. Григорьева // Адвокат. — 2006. — № 7. — С. 39—41. (Журнальный вариант выступления Генерального прокурора в Совете Федерации.)
- Выступление Генерального прокурора Российской Федерации Ю. Я. Чайки на Всероссийском координационном совещании руководителей правоохранительных органов // Следователь. — 2006. — № 8. — С. 5—7.
- Выступление Генерального прокурора Российской Федерации Ю. Я. Чайки на Всероссийском координационном совещании руководителей правоохранительных органов // Правовые вопросы национальной безопасности. — 2007. — № 1—2. — С. 5—7.

### Интервью
- Интервью с министром юстиции Ю. Я. Чайкой // Законодательство. — 2004. — № 1. — С. 2—6.
- Прокуратура — государственный поверенный в делах законности / Ю. Я. Чайка; Интервьюер Я. Пискунов // Закон. — 2008. — № 11. — С. 7—16.
- «Я пришёл в прокуратуру общественным помощником…» / Ю. Я. Чайка; интервьюеры В. Гриб, Э. Киташов // Человек и закон. — 2010. — № 1. — С. 6—17.